# Veyras (Ardèche)
Pour les articles homonymes, voir Veyras.
Veyras est une commune française située dans le département de l'Ardèche, en région Auvergne-Rhône-Alpes.
Ses habitants sont appelés les Veyrassois et les Veyrassoises.

## Géographie

### Situation et description
Le village de Veyras, à l'aspect fortement rural, est situé sur les contreforts orientaux du Massif central, non loin de la vallée du Rhône. La commune, située dans le canton de Privas (et légèrement à l'ouest de cette ville, préfecture de l'Ardèche) est rattachée à la communauté d'agglomération Privas Centre Ardèche.

### Géologie et relief
Le patrimoine forestier unique de Veyras comprend de nombreux sentiers de randonnée balisés. En 1999, les communes de Privas et Veyras ont ouvert un sentier botanique au Bois Laville. Les visiteurs peuvent désormais s’initier à la géologie locale, comprendre le rôle protecteur de la forêt, découvrir les différentes espèces de pins et châtaigniers et reconnaître les animaux sauvages à partir des traces et empreintes.

### Climat
Pour des articles plus généraux, voir Climat d'Auvergne-Rhône-Alpes et Climat de l'Ardèche.
En 2010, le climat de la commune est de type climat méditerranéen altéré, selon une étude du CNRS s'appuyant sur une série de données couvrant la période 1971-2000. En 2020, Météo-France publie une typologie des climats de la France métropolitaine dans laquelle la commune est exposée à un climat de montagne ou de marges de montagne et est dans une zone de transition entre les régions climatiques « Moyenne vallée du Rhône » et « Provence, Languedoc-Roussillon ». 
Pour la période 1971-2000, la température annuelle moyenne est de 11,5 °C, avec une amplitude thermique annuelle de 17,3 °C. Le cumul annuel moyen de précipitations est de 935 mm, avec 7,8 jours de précipitations en janvier et 5 jours en juillet. Pour la période 1991-2020, la température moyenne annuelle observée sur la station météorologique de Météo-France la plus proche, « Chomérac Sa_rce », sur la commune de Chomérac à 8 km à vol d'oiseau, est de 13,2 °C et le cumul annuel moyen de précipitations est de 1 104,9 mm,. Pour l'avenir, les paramètres climatiques de la commune estimés pour 2050 selon différents scénarios d'émission de gaz à effet de serre sont consultables sur un site dédié publié par Météo-France en novembre 2022.

### Hydrographie
L'Ouvèze, le ruisseau de Livier, le ruisseau de la Roubine... sont les principaux cours d'eau parcourant la commune.

### Voies de communication
Le territoire communal est traversé par la route départementale n° 104 (RD 104), ancienne route nationale (RN 104) jusqu'à son déclassement en 1972.

## Urbanisme

### Typologie
Au 1er janvier 2024, Veyras est catégorisée petite ville, selon la nouvelle grille communale de densité à 7 niveaux définie par l'Insee en 2022.
Elle appartient à l'unité urbaine de Privas, une agglomération intra-départementale dont elle est une commune de la banlieue,. Par ailleurs la commune fait partie de l'aire d'attraction de Privas, dont elle est une commune du pôle principal,. Cette aire, qui regroupe 24 communes, est catégorisée dans les aires de moins de 50 000 habitants,.

### Occupation des sols
L'occupation des sols de la commune, telle qu'elle ressort de la base de données européenne d’occupation biophysique des sols Corine Land Cover (CLC), est marquée par l'importance des forêts et milieux semi-naturels (62,1 % en 2018), en augmentation par rapport à 1990 (60,4 %). La répartition détaillée en 2018 est la suivante : 
forêts (50 %), zones urbanisées (19,4 %), prairies (16,5 %), milieux à végétation arbustive et/ou herbacée (12,1 %), zones agricoles hétérogènes (2,1 %).
L'évolution de l’occupation des sols de la commune et de ses infrastructures peut être observée sur les différentes représentations cartographiques du territoire : la carte de Cassini (XVIIIe siècle), la carte d'état-major (1820-1866) et les cartes ou photos aériennes de l'IGN pour la période actuelle (1950 à aujourd'hui).

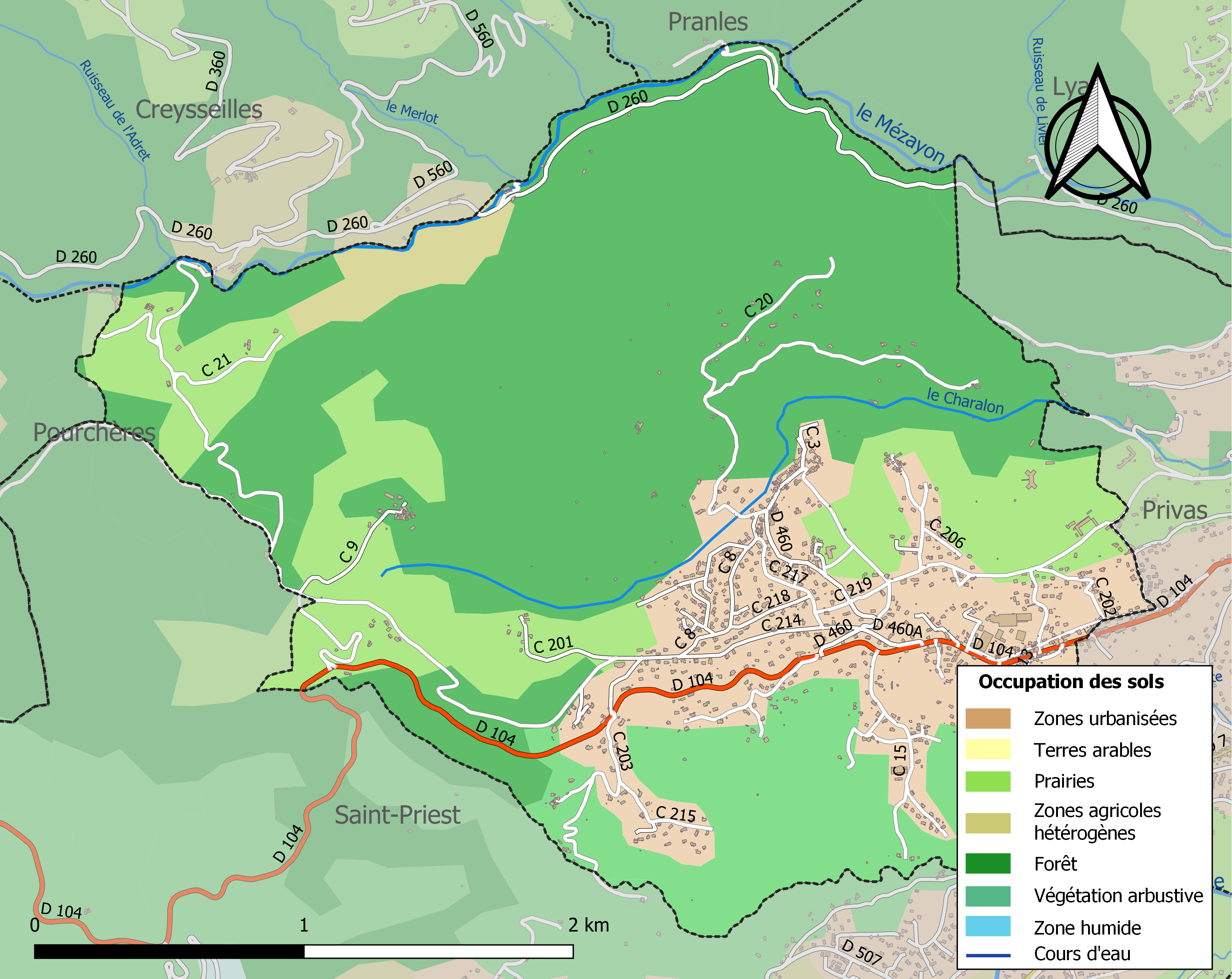
Carte des infrastructures et de l'occupation des sols de la commune en 2018 (CLC).

### Risques naturels

#### Risques sismiques
La totalité du territoire de la commune de Veyras est situé en zone de sismicité no 3 (sur une échelle de 1 à 5), comme la plupart des communes situées dans la vallée du Rhône et la Basse Ardèche, mais en limite orientale de la zone no 2 qui correspond au plateau ardéchois.
| Type de zone | Niveau            | Définitions (bâtiment à risque normal) |
| ------------ | ----------------- | -------------------------------------- |
| Zone 3       | Sismicité modérée | accélération = 1,1 m/s2                |

## Histoire
L’origine de Veyras proviendrait de l’existence de forges sarrazines dans le village. Issu de « Veyré » en patois, ce sont des verreries qui auraient donné leur nom à Veyras.

## Politique et administration

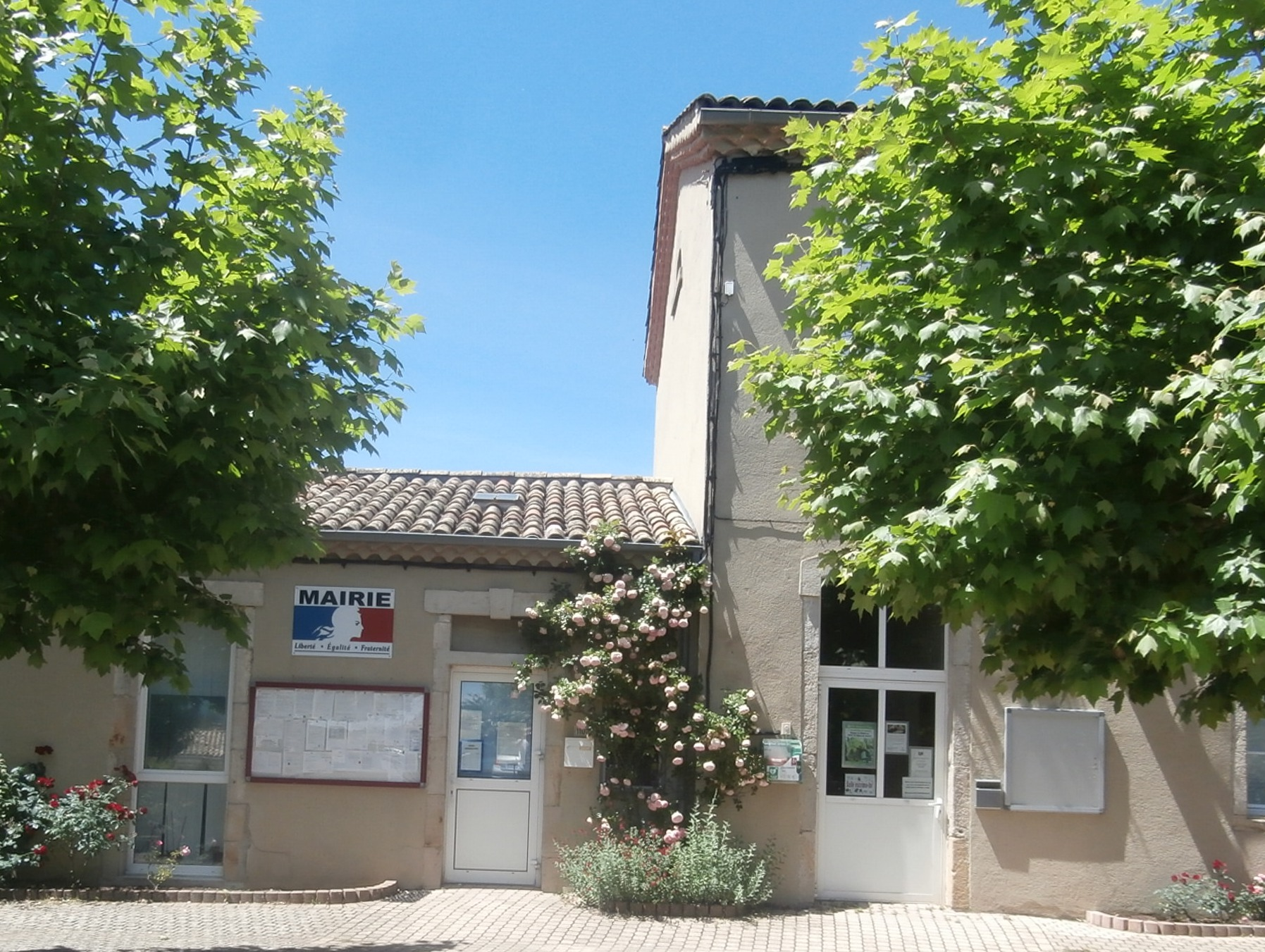
Mairie de Veyras.

### Liste des maires
| Période                                  | Période                     | Identité        | Étiquette | Qualité                                    |
| ---------------------------------------- | --------------------------- | --------------- | --------- | ------------------------------------------ |
| Les données manquantes sont à compléter. |                             |                 |           |                                            |
| mai 1953                                 | mars 1977                   | Aimé Faure      | DVD       | Employé des établissements Clément Faugier |
| mars 1977                                | juin 1995                   | Francis Lacroix | DVD       |                                            |
| juin 1995                                | mars 2014                   | Yves Chevalier  | DVG       | Secrétaire                                 |
| 28 mars 2014                             | En cours (au 24 avril 2014) | Alain Louche    | PS        | Professeur de maths                        |

## Population et société

### Démographie
L'évolution du nombre d'habitants est connue à travers les recensements de la population effectués dans la commune depuis 1793. Pour les communes de moins de 10 000 habitants, une enquête de recensement portant sur toute la population est réalisée tous les cinq ans, les populations de référence des années intermédiaires étant quant à elles estimées par interpolation ou extrapolation. Pour la commune, le premier recensement exhaustif entrant dans le cadre du nouveau dispositif a été réalisé en 2004.

En 2022, la commune comptait 1 504 habitants, en évolution de −1,89 % par rapport à 2016 (Ardèche : +2,48 %, France hors Mayotte : +2,11 %).
| 1793 | 1800 | 1806 | 1821 | 1831 | 1836 | 1841 | 1846 | 1851 |
| ---- | ---- | ---- | ---- | ---- | ---- | ---- | ---- | ---- |
| 363  | 326  | 494  | 503  | 649  | 631  | 643  | 769  | 798  |

| 1856 | 1861 | 1866  | 1872  | 1876  | 1881  | 1886  | 1891 | 1896 |
| ---- | ---- | ----- | ----- | ----- | ----- | ----- | ---- | ---- |
| 911  | 995  | 1 065 | 1 086 | 1 113 | 1 199 | 1 005 | 950  | 877  |

| 1901 | 1906 | 1911 | 1921 | 1926 | 1931 | 1936 | 1946 | 1954 |
| ---- | ---- | ---- | ---- | ---- | ---- | ---- | ---- | ---- |
| 787  | 702  | 654  | 525  | 505  | 501  | 405  | 451  | 452  |

| 1962 | 1968 | 1975 | 1982  | 1990  | 1999  | 2004  | 2006  | 2009  |
| ---- | ---- | ---- | ----- | ----- | ----- | ----- | ----- | ----- |
| 466  | 667  | 847  | 1 105 | 1 418 | 1 468 | 1 567 | 1 581 | 1 557 |

| 2014  | 2019  | 2022  | - | - | - | - | - | - |
| ----- | ----- | ----- | - | - | - | - | - | - |
| 1 545 | 1 514 | 1 504 | - | - | - | - | - | - |

### Enseignement
La commune est rattachée à l'académie de Grenoble.

### Médias
La commune est située dans la zone de distribution de deux organes de la presse écrite :
- L'Hebdo de l'Ardèche

Il s'agit d'un journal hebdomadaire français basé à Valence et diffusé à Privas depuis 1999. Il couvre l'actualité de tout le département de l'Ardèche.
- Le Dauphiné libéré

Il s'agit d'un journal quotidien de la presse écrite française régionale distribué dans la plupart des départements de l'ancienne région Rhône-Alpes, notamment l'Ardèche. La commune est située dans la zone d'édition de Privas.

### Cultes
Le territoire communal dépend de la paroisse « Mère Teresa ». Le siège de la paroisse est implanté à Privas où se situe la résidence du curé. Cette création s'est faite en 2022 par fusion et redéfinition des limites des paroisses « Saint-Jean du Pays de Privas », « Saint-François d'Ouvèze-Payre» et « Saint-Michel du Rhône ».

## Économie
L'entreprise Precia qui conçoit, fabrique et commercialise des instruments de pesage est installée sur la commune. Ce sont dans les années 1950, qu’Emile et Jean Escharavil s’installèrent à Veyras pour créer une fabrique d’appareils de pesage. Elle est aujourd’hui devenue la société PRECIA MOLEN, leader européen du pesage industriel et commercial.

## Culture locale et patrimoine

### Lieux et monuments
- Église Saint-Pierre : en 1084, une charte mentionnée déjà l’église Saint-Pierre de Variaco à Veyras. En 1570, les protestants démolirent l’église, du fait des guerres de Religion[1].
- Chapelle du Ruissol.
- Place de la mairie
- Place des portails
- La fontaine fleurie

Veyras dispose actuellement de la Bibliothèque Départementale de Prêt en Ardèche, support important pour les activités culturelles. L'excellente qualité du bâtiment a remporté le prix « Architecture et lieu de travail » au Palmarès 90.

### Héraldique
|  | Veyras (Ardèche) possède des armoiries dont l'origine et le blasonnement exact ne sont pas disponibles. |